# Championnat d'Europe de keirin féminin
Le Championnat d'Europe de keirin féminin est le championnat d'Europe du keirin organisé annuellement par l'Union européenne de cyclisme dans le cadre des championnats d'Europe de cyclisme sur piste élites.

## Palmarès
| Année | Or                   | Argent               | Bronze              |
| ----- | -------------------- | -------------------- | ------------------- |
| 2010  | Olga Panarina        | Simona Krupeckaitė   | Lyubov Shulika      |
| 2011  | Victoria Pendleton   | Clara Sanchez        | Sandie Clair        |
| 2012  | Simona Krupeckaitė   | Ekaterina Gnidenko   | Elena Brezhniva     |
| 2013  | Elis Ligtlee         | Kristina Vogel       | Virginie Cueff      |
| 2014  | Kristina Vogel       | Elena Brezhniva      | Shanne Braspennincx |
| 2015  | Elis Ligtlee         | Virginie Cueff       | Ekaterina Gnidenko  |
| 2016  | Lyubov Basova        | Nicky Degrendele     | Simona Krupeckaitė  |
| 2017  | Kristina Vogel       | Simona Krupeckaitė   | Lyubov Basova       |
| 2018  | Mathilde Gros        | Nicky Degrendele     | Daria Shmeleva      |
| 2019  | Mathilde Gros        | Lea Sophie Friedrich | Daria Shmeleva      |
| 2020  | Olena Starikova      | Sára Kaňkovská       | Helena Casas        |
| 2021  | Lea Sophie Friedrich | Olena Starikova      | Yana Tyshchenko     |
| 2022  | Lea Sophie Friedrich | Urszula Łoś          | Olena Starikova     |
| 2023  | Lea Sophie Friedrich | Emma Finucane        | Emma Hinze          |
| 2024  | Lea Sophie Friedrich | Emma Finucane        | Hetty van de Wouw   |
| 2025  | Steffie van der Peet | Rhian Edmunds        | Hetty van de Wouw   |

## Tableau des médailles
| Rang  | Nation          | Or | Argent | Bronze | Total |
| ----- | --------------- | -- | ------ | ------ | ----- |
| 1     | Allemagne       | 6  | 2      | 1      | 9     |
| 2     | Pays-Bas        | 3  | 0      | 3      | 6     |
| 3     | France          | 2  | 2      | 2      | 6     |
| 4     | Ukraine         | 2  | 1      | 3      | 6     |
| 5     | Grande-Bretagne | 1  | 3      | 0      | 4     |
| 6     | Lituanie        | 1  | 2      | 1      | 4     |
| 7     | Biélorussie     | 1  | 0      | 0      | 1     |
| 8     | Russie          | 0  | 2      | 5      | 7     |
| 9     | Belgique        | 0  | 2      | 0      | 2     |
| 10    | Tchéquie        | 0  | 1      | 0      | 1     |
| 10    | Pologne         | 0  | 1      | 0      | 1     |
| 12    | Espagne         | 0  | 0      | 1      | 1     |
| Total | Total           | 16 | 16     | 16     | 48    |